# 马扎尔凯赖斯图尔
马扎尔凯赖斯图尔（匈牙利語：Magyarkeresztúr）是匈牙利杰尔-莫雄-肖普朗州所辖的一个村。总面积16.74平方公里，总人口437，人口密度26.1人/平方公里（2011年1月1日）。